# Sundsvall Timrå Airport
Sundsvall Timrå Airport (IATA: SDL, ICAO: ESNN) är en regional flygplats i Västernorrlands län. Dess officiella namn är enligt Luftfartsverket och Transportstyrelsen Sundsvall-Timrå flygplats. Den ägs gemensamt av kommunerna Sundsvall och Timrå. Flygplatsen hette ursprungligen Sundsvall–Härnösand flygplats och kallas även Midlanda. Flygplatsen invigdes 1944 och är belägen på ön Skeppsholmen i Indalsälvens delta i Timrå kommun. Från flygplatsen är avståndet till Timrås centrum 10 kilometer, Sundsvalls centrum 21 kilometer och Härnösands centrum 32 kilometer.

## Historia
Redan 1911 hade flygpionjären Carl Cederström flyguppvisning med flygplanet Nordstjärnan i Sundsvall. Flygningen gjordes från ett provisoriskt flygfält vid Åkanten söder om Selångersån.
Det skulle dröja ett par årtionden innan en riktig flygplats med reguljär trafik etablerades i Medelpad.  
1934 kom flygplatsfrågan upp för första gången i en motion till Sundsvalls stadsfullmäktige men utan resultat.
16 april 1936 samlades flygintresserade på Hotell Knaust och bildade Sundsvalls Motor- och Flygsällskap. Klubben bytte 1938 namn till Sundsvalls Flygsällskap och började arbeta för att Kungliga Väg- och Vattenbyggnadsstyrelsen skulle göra en projektering av en flygplats. 17 mars 1939 kom flygplatsfrågan åter upp till Sundsvalls stadsfullmäktige i en motion. Arbetet gav denna gång resultat. I december gav Kungliga Väg- och Vattenbyggnadsstyrelsen klartecken för en provisorisk landningsplats på en sjö under vintern och meddelade samtidigt att man skulle utreda frågan om en permanent flygplats i området. I slutet av 1940 var en utredning klar. Utredningens förslag var att gå vidare med Skeppsholmen i Indalsälvens delta. Ett viktigt skäl för detta val av plats var att, förutom Sundsvalls stad skulle också Härnösands stad och Timrå köping ställa upp ekonomiskt för förvärvet av marken, som staten krävde skulle ställas till förfogande utan ersättning. 15 november 1940 godkände Sundsvalls stadsfullmäktige avtalet med Kungliga Väg- och Vattenbyggnadsstyrelsen.

### Flygplatsen byggs
1941 kom byggandet av flygplatsen igång och 1943 fanns en 1 000 meter lång gräsbana klar att användas som militärt övningsfält. 1943 satte SMHI upp en väderstation för insamling av data för sina väderprognoser.. Under många år hade SMHI också ett kontor förlagt på flygplatsen. Kontoret ligger sedan 2006 i kontorshuset Metropol på Universitetsallén i centrala Sundsvall.
Flygfältet öppnades den 22 juli 1944 med en provlandning. Officiella invigningen dröjde till 11 september samma år.
Driften av flygplatsen stod Luftfartsverket för. 1 maj 1945 startade AB Aerotransport reguljär trafik med en linje mellan Stockholm och Luleå med mellanlandning på Midlanda. Airtaco bedrev främst tidningsflyg men också passagerartrafik. Officiell invigning av linjen hölls den 19 maj, med tal av dåvarande kommunikationsministern Gösta Skoglund och Linjeflygs VD Sven Östling.

### Namngivning
I samband med ABA:s start startade en tävling i Sundsvalls Tidning för att ge flygplatsen ett namn. Vinnaren, Sara Viklund från Lidensboda, fick en enkelbiljett till Stockholm.
Flygplatsen fick efter tävlingen namnet Midlanda, det officiella namnet kom sedermera att bli Sundsvall−Härnösands flygplats. Namnet Midlanda, som till skillnad från exempelvis Arlanda, inte är ett geografiskt begrepp, har fortlevt som namn lokalt och i media. Flygplatsens namn skyltades länge med detta namn vid Trafikplats Midlanda på E4 och namnet ingår ännu i vägnamnet på vägen från avfarten fram till terminalen, vilken så sent som i slutet av 2012 fick namnet Midlandavägen.

### Utvidgning

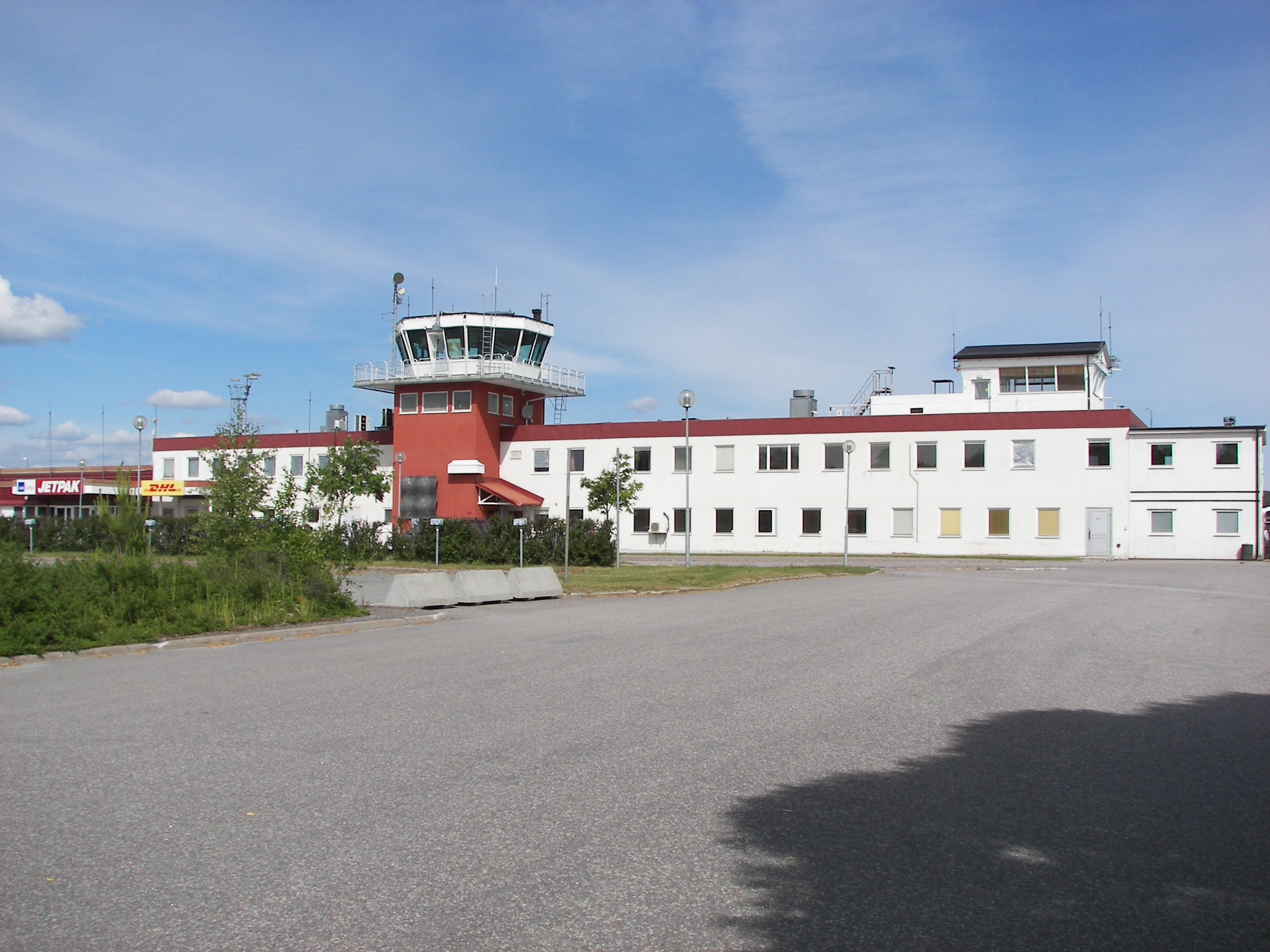
Flygplatsens gamla terminalbyggnad.

Med sitt läge på Skeppsholmen mitt i Indalsälvens delta var man från början tvungen att åka färja för att ta sig ut till flygplatsen. Flygtrafiken upphörde 1950 och skulle inte komma igång igen förrän 1957.
Den nya satsningen innebar en snabb utveckling. I maj 1957 startade linjeflyg en linje mellan Nordmaling och Stockholm med mellanlandning på Midlanda. 1957–1958 byggdes hangar och i slutet av 1959 hade en bro byggts till ön och 1960 blev sattes Convair 440 Metropolitan in på passagerartrafiken. Flygplatsens terminalbyggnad stod klar 1961.
I slutet av 1971 slöt kommunerna avtal om en utbyggnad av flygplatsen 1971–1977. Flygplatsterminalen moderniserades och byggdes under åren ut till 3 260 kvadratmeter. I januari 1973 förvärvades mark för en förlängning av rullbanan, vilken genomfördes samma år för att möjliggöra trafik med jetflygplan.  Efter förlängningen sattes F28 in på linjetrafiken den 15 juni 1973 vilket förkortade restiderna. 1991 sålde Sundsvalls, Härnösands och Timrå kommun flygplatsfastigheten till det av kommunerna ägda bolaget Midlanda Centrum AB för ägandet av flygplatsen. Driften fortsatte vara statens ansvar genom Luftfartsverket.

### Ny flygplatsterminal

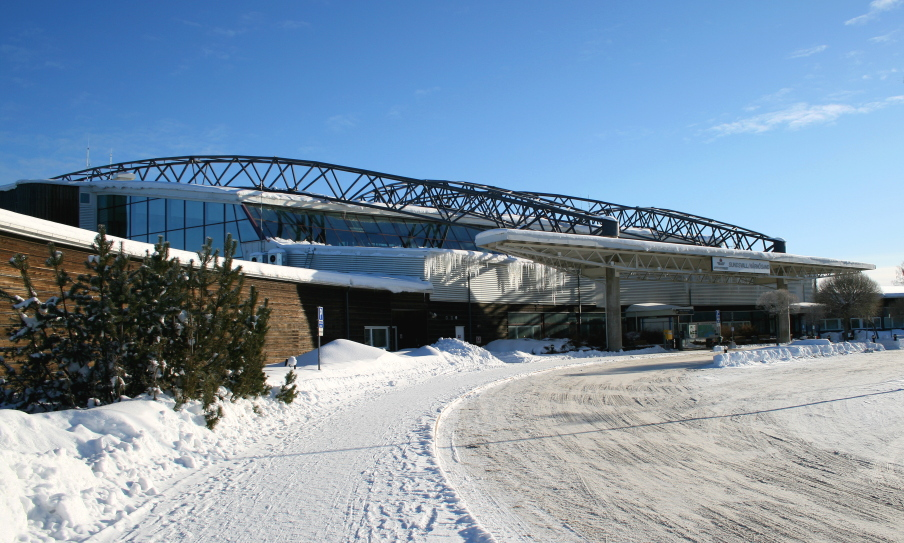
Nya flygplatsterminalen

1994 påbörjades byggandet av en ny flygplatsterminal. I samband med byggandet uppfördes också skulpturen Y:et av Bengt Lindström, ett 30 meter högt Y i sprutbetong vid avfarten till flygplatsen. I konstverket var tidigare Timrå turistbyrå förlagd.
Den nya terminalen togs i bruk 1997 och har en yta på 6 500 kvadratmeter. I den nya terminalbyggnaden västra flygel inrymdes från början Midlanda konsthall med modern och samtida konst däribland, en fast utställning med konstverk av Bengt Lindström.
2000 var det dags för en mindre förlängning av landningsbanan, för att ”möjliggöra direktcharter till bl.a. Kanarieöarna”. Kommunerna som ägare av marken stod för 1/3 av de 10 miljonerna och Luftfartsverket för de resterande 2/3..
2005 sålde Midlanda Centrum gamla terminalen med kringliggande hus och mark till fastighetsbolaget Kungsleden. Flygplatsen med den nya terminalen förvärvades av Luftfartsverket. Därefter tog Timrå kommun över samtliga aktier i Midlanda Centrum.
2010 överläts flygplatsfastigheten med nya terminalen från Luftfartsverket till det nybildade statliga bolaget Swedavia..

### Sjöräddningshelikopter
1 juni 2002 startade Norrlandsflyg Sveriges första civila sjöräddning på uppdrag av Sjöfartsverket med en Sikorsky S-76C med Sundsvall−Härnösands flygplats som utgångspunkt. Sjöfartsverket förlängde 15 november 2006 sjöräddningsverksamheten med fem år.
 26 februari 2008 ersattes helikoptern med en Silkorsky S-76C++. Efter att Sjöfartsverket tog över verksamheten den 1 november 2011 flyttade helikopterverksamheten i norra delen av Sverige till Umeå Airport.

### Flygplatsen blir kommunägd
Redan 2004 beslutade Luftfartsverket att avyttra ett antal statliga flygplatser. Vid detta tillfälle förblev Midlanda i statens ägo.. 5 år senare förändrades läget. I den statliga utredningen ”Framtidens flygplatser – utveckling av det svenska flygplatssystemet” föreslogs 10 flygplatser vara av intresse för staten att äga (via Swedavia). Sundsvall−Härnösands var inte en av dessa utan ingick under benämningen regionalt strategiska flygplatser. 19 mars 2009 fastställde regeringen de 10 nationella flygplatserna i enlighet med förslaget. Under 2010-2012 genomförde regionens förhandlingsdelegation möten tillsammans med Swedavia.
Förhandlingarna mellan Swedavia och kommunerna var tänkta att vara avslutade 2010. Det dröjde dock till slutet av 2012 innan de var klara och resultatet kunde lämnas över till Härnösands, Sundsvalls och Timrås respektive kommunfullmäktige för ställningstagande om ett eventuellt övertagande.
Förhandlingsresultatet innebar att kommunerna erhöll fastigheten med ingående tillgångar utan kostnad med undantag för flygplatsens EDS-röntgen som man fick ersätta för det bokförda värdet vid tillträdesdagen, beräknat till drygt 4,7 miljoner kronor vid tillträde den 17 juni.
För övertagandet av själva driften erbjöds kommunerna ett driftsbidrag om 11 miljoner kronor, vilket motsvarar det samlade resultatet de 2 föregående åren (-6 miljoner 2010 och -5 miljoner 2011). För 2012 var driftsresultatet positivt, +0,7 miljoner kr, men medräknat Swedavias direktavskrivningar -2,5 miljoner. Därutöver tog Swedavia på sig kostnaden för inköpet av en ny brandbil och utbyggnaden av RESA-området i rullbanans båda ändar före 31 maj 2014. Detta säkerhetsområde har flygplatsen dispens för då det inte fullt ut når upp till internationell standard. Det fattas 26 kvadratmeter i ena änden och cirka 100 kvadratmeter i den andra. För eventuella miljöskador ställde Swedavia upp på att stå för maximalt 5 miljoner kronor i ersättning men bara om de bevisligen orsakats av Swedavia före tillträdespunkten.
Efter olika turer i de tre kommunernas fullmäktigeförsamlingar beslutade Härnösands kommun den 29 april 2013 att inte gå in som delägare av flygplatsen. Sundsvall och Timrå kommuner valde därefter själva att gå vidare och slutföra övertagandet inom den planerade tidsramen för att vara säkra på att Swedavias bud i sin helhet skulle gälla.
För ägandet av anläggningen med mark och byggnader har kommunerna bildat Midlanda Fastigheter AB med en politiskt tillsatt bolagsstyrelse där kommunernas ägarandel satts efter deras respektive folkmängd. Sundsvall äger seran överttagandet 84 procent och Timrå 16. Fastighetsbolaget är sedan helägare till Midlanda Flygplats AB, som har en professionell bolagsstyrelse och har ansvar för driften och utvecklingen av flygplatsen. Officiella övertagandet skedde 17 juni klockan 12 då också flygplatsen officiellt bytte namn till sitt nuvarande, Sundsvall Timrå Airport. Kommunerna planerar skjuta till 42 miljoner kronor i aktiekapital fördelat på tre år.

## Kommunikationer

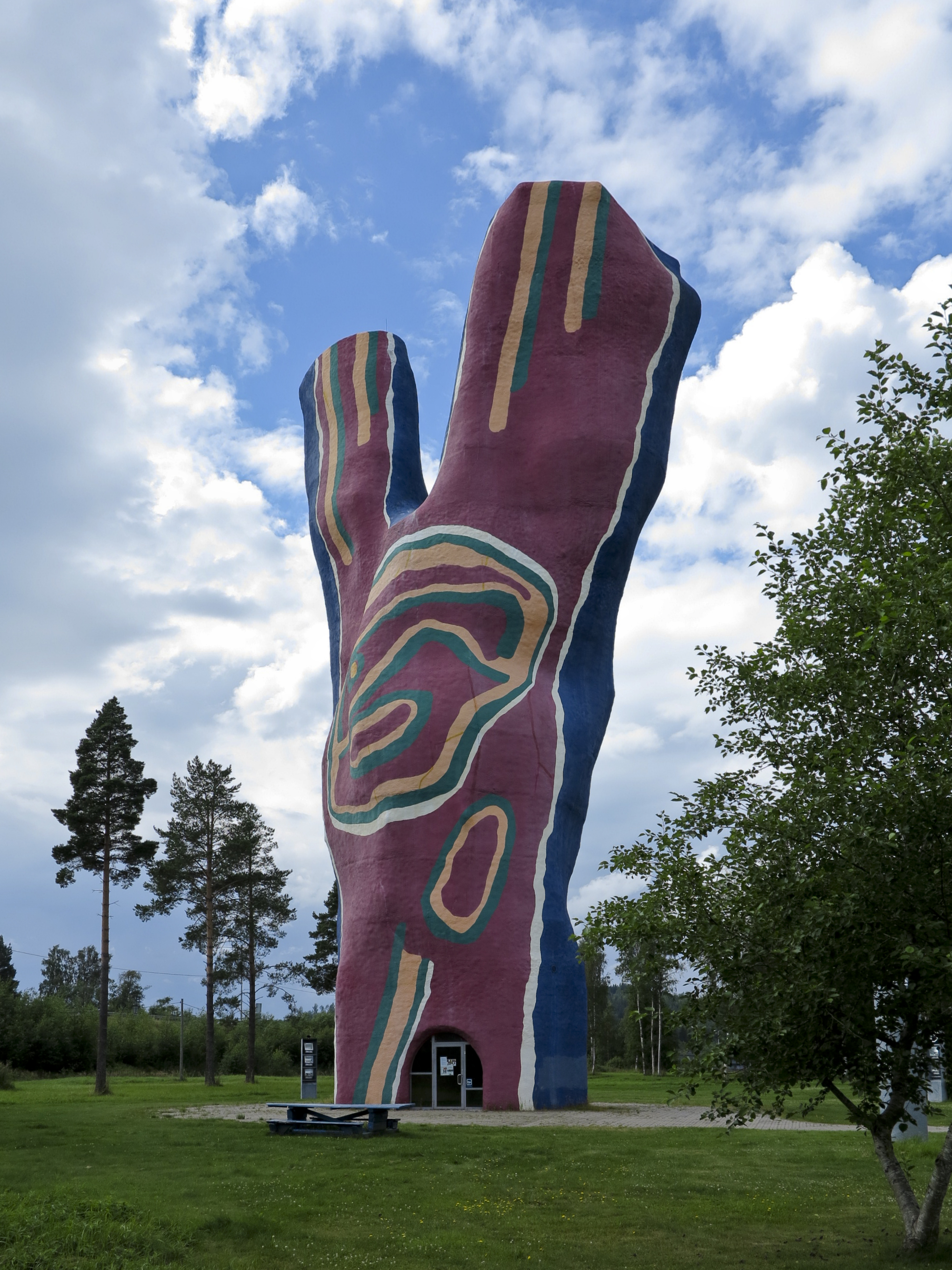
Y:et av Bengt Lindström vid E4 Trafikplats Midlanda.

### Busstrafik
Sedan juni 2013 finns ingen flygbuss till flygplatsen. Flygbussar kördes tidigare av Torpshammars buss mellan flygplatsen och Sundsvall och Timrå. och av Swebus mellan flygplatsen och Härnösand. För resa till/från Härnösand kan man ta linje 201 som stannar vid hållplatsen Deltavägen E4 drygt 1000 meter söder om flygplatsen. Här stannar också linje 611 som går mellan Sundsvall (via Timrå) och Söråker.

### Bil och taxi
Sedan 2001[källa behövs] har flygplatsen direktanslutning till E4 genom dess nya dragning genom Indalsälvens delta. Det är cirka 10 km vägavstånd till centrum i Timrå, 22 km till Sundsvall och 32 km till Härnösand. Andra kommunhuvudorter som har Sundsvalls flygplats som viktig flygplats har följande vägavstånd: Bergsjö 80 km, Kramfors 75 km, Hudiksvall 103 km och Ånge 113 km.
Flygtaxi finns till Sundsvall, Timrå och Härnösand. Hyrbilsföretag finns representerade vid flygplatsen. 
Sedan 1989 finns en bensinstation vid flygplatsen. På området erbjuds sedan 2009 tvättning av bilar, lackbehandling och diverse service på bilar under den tid man är bortrest.

### Cykel
Cykellederna EuroVelo 7 och 10 samt Sverigeleden (avsnitt 9) och Cykelspåret förbi Norrberge strax sydväst om flygplatsen. Det finns cykelbana från centrala Sundsvall fram till Gångviken i Sundsbruk, samt genom tätorten Timrå, övriga sträckan längs bilvägen (dock inte E4).

## Terminalen

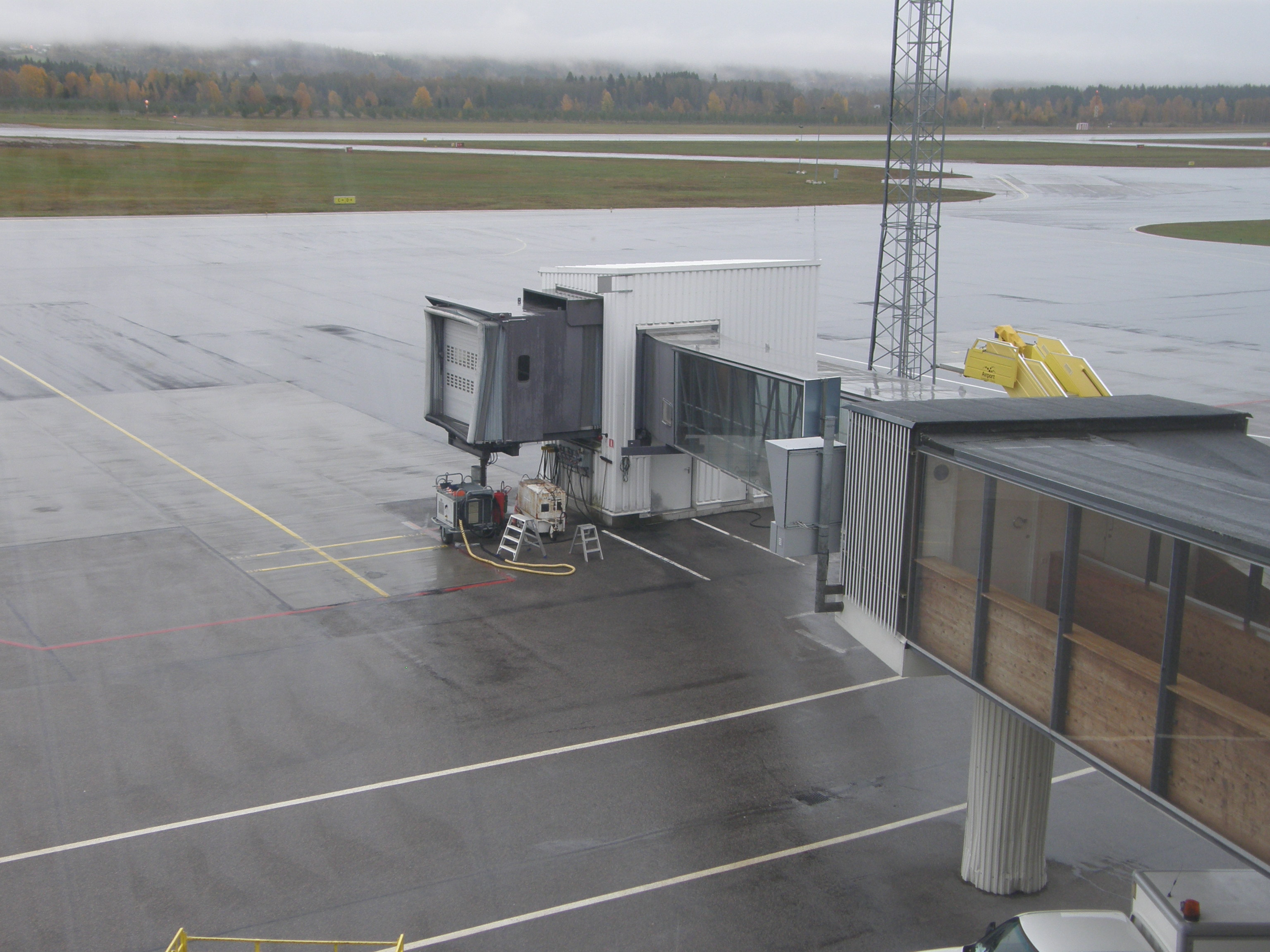
En av de tre ombordstigningsbryggorna på nya terminalen

Swedavia har en informationsdisk på terminalens entréplan. Här finns också ett café. På plan två finns flygplatsens tre gater. Från dessa kan man via en ombordstigningsbrygga gå direkt in i planen utan att behöva gå utomhus, en funktion som återfinns på fyra andra flygplatser i Sverige.
På terminalens tredje plan finns en restaurang som nås direkt från entréplanet via rulltrappa eller hiss, med utsikt mot flygfältet.
På flygplatsen ges möjlighet att surfa trådlöst på internet med egen dator. Det finns även en bistro med bland annat lättare mat och böcker, samt en taxfreebutik.

## Fjärrstyrd flygledning
Från den gamla terminalen bedriver Luftfartsverket ett projekt för fjärrstyrd flygtrafikledning. Tekniken har provats på Ängelholms flygplats och under 2013 planeras Örnsköldsviks flygplats gå över helt till detta system.

## Start- och landningsbana

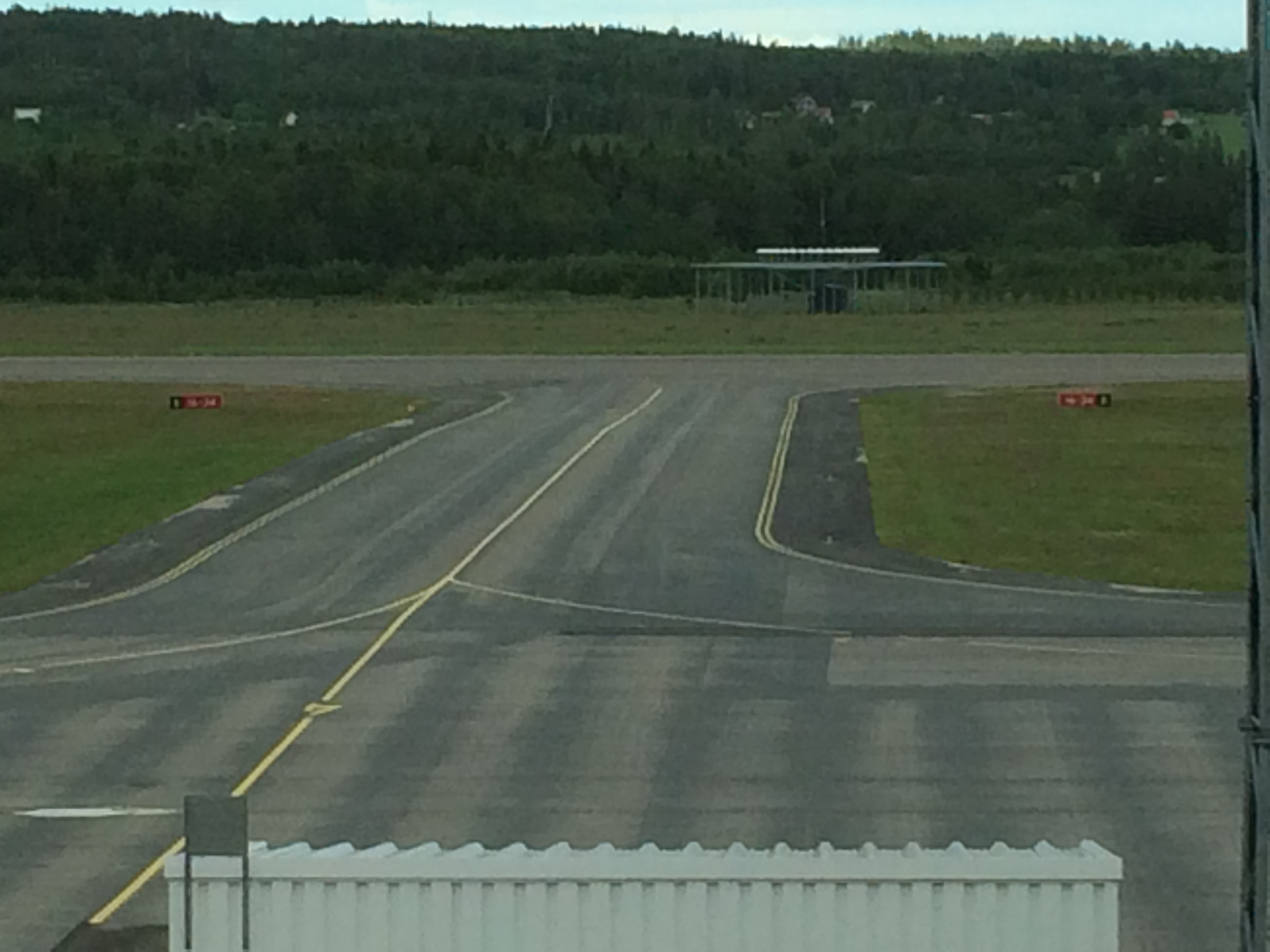
Taxibana mellan nya flygplatsterminalen och rullbanan

Sundsvall Timrå Airport har en start- och landningsbana (rullbana). Vid invigningen hade flygplatsen en 1 700 meter lång start- och landningsbana i gräs. 1946 fick rull- och taxibanorna asfaltbeläggning.
Rullbanan förlängdes med cirka 150 meter 1997 i samband med bygget av den nya terminalen och är numera 1 800 meter vid landning och 1 950 meter vid start. Total belagd yta inklusive rullbana, taxibanor och uppställningsytor för flygplan är 195 000 kvadratmeter.
Sommaren 2011 omtoppades rullbanans 130 000 kvadratmeter med 15 000 ton asfalt.

## Postflyg
1 juli 2012 blev flygplatsen navet för postflyget i Sverige. Totalt hanterade Sundsvall Timrå Airport 2 377 ton post under 2012.

## Destinationer och flygbolag
| Flygbolag | Destinationer     |
| --------- | ----------------- |
| SAS       | Stockholm-Arlanda |

### Historiska flygrutter
| Flygbolag    | Destinationer                                                                          |
| ------------ | -------------------------------------------------------------------------------------- |
| ABA          | Luleå [1945-1948], Stockholm-Bromma [1945-1948]                                        |
| Braathens    | Stockholm-Arlanda [till 13 juli 1998]                                                  |
| City Airline | Göteborg-Landvetter Airport [2009 – 2012]                                              |
| Direktflyg   | Dala Airport [2005 – 2005]                                                             |
| Linjeflyg    | Luleå [startade 1959], Stockholm-Arlanda [1983 – 1992], Stockholm-Bromma [1957 – 1983] |
| SAS          | Stockholm-Bromma [1948 – 1957, 1993-]                                                  |

Tabellen avser direktlinjer från Midlanda.

### Passagerarstatistik
Sökfråga på wikidata efter rådata.
Flygplatsen hade 282 645 passagerare år 2012, en minskning med 156 574 passagerare jämfört med 20 år tidigare. Äldre statistik:
| Passagerarutvecklingen på Sundsvall Timrå Airport mellan 1993 och 2009                         |
|                                                                                                |
| 1993-1996 Statistisk årsbok för Sverige 1998. 1997-2015 Transportstyrelsens flygplatsstatistik |

| Passagerarutvecklingen på Sundsvall Timrå Airport mellan 2010 och 2015 |
|                                                                        |
| 1997-2015 Transportstyrelsens flygplatsstatistik                       |

## Olyckor vid flygplatsen
| Antal döda | Namn                    | Datum      | Plats              | Beskrivning | Referens      |
| ---------- | ----------------------- | ---------- | ------------------ | --- | ------------- |
| 8          | Flygolyckan i Lunde     | 1999-12-09 | Sundsvall, Sverige | Ett tvåmotorigt propellerplan av typen Piper PA-31 Navajo havererade strax efter klockan 12:00 efter starten, körde in i ett berg på grund av felnavigering i dålig sikt. | [ 69 ] [ 70 ] |
| 2          | Flygolyckan på Midlanda | 2009-06-15 | Sundsvall, Sverige | Ett enmotorigt propellerplan av typen Brändli BX-2 Cherry havererade strax efter klockan 10:00 efter starten på grund av motorfel.                                        | [ 71 ] [ 72 ] |

En händelse, men inte ett olyckstillbud, var när passagerare med biljett till Göteborg den 13 mars 2018 släpptes ombord på ett Nextjet-plan som sedan flög till Luleå. Det berodde på att planet som skulle flyga Sundsvall-Göteborg var så sent att det skulle varit tillbaka i Sundsvall enligt tidtabellen, så Nextjet valde att ställa in flygningen till Göteborg och genomföra planerad flygning till Luleå. Det fick flygplatsen inte veta så att Göteborgspassagerare släpptes ombord, medan Luleåpassagerarna blev kvar.